# Voglio una lurida
Voglio una lurida è un singolo del gruppo musicale italiano Articolo 31, pubblicato nel 1994 come primo estratto dal secondo album in studio Messa di vespiri.

## Tracce
Testi di J-Ax, musiche di DJ Jad, eccetto dove indicato.
CD
1. Voglio una lurida (versione radio) – 4:00
2. Non ce la fai – 0:29
3. Stiloso con stile (J-Ax) – 3:53 (musica: J-Ax)
4. Voglio una lurida (versione estesa) – 5:03
5. Solo per te (versione "Superfunky") – 4:51
6. Solo per te (versione radio originale) – 5:26

12"
- Lato A

1. Voglio una lurida (versione radio) – 4:00
2. Non ce la fai – 0:29
3. Stiloso con stile (J-Ax) – 3:53 (musica: J-Ax)

- Lato B

1. Voglio una lurida (versione estesa) – 5:03
2. Voglio una lurida (strumentale) – 4:39
3. Non ce la fai - Stiloso con stile (J-Ax) (strumentale) – 4:22 (musica: J-Ax)

## Formazione
Gruppo
- J-Ax – voce
- DJ Jad – scratch

Altri musicisti
- Fausto Cogliati – chitarra

Produzione
- Franco Godi – produzione
- Umberto Zappa – missaggio
- DJ Jad – missaggio
- J-Ax – missaggio